# Martine Zuiderwijk
Martine Zuiderwijk (Naaldwijk, 11 februari 1984) is een Nederlandse kunstschaatsster.
Zuiderwijk was actief als individuele kunstschaatsster en werd gecoacht door Douglas Leigh, Robert Tebby en Willy van Veen.
Op 6 januari 2007 is ze definitief gestopt met haar carrière, vanwege een zware blessure.
Ze was in 2013 een van de juryleden van het SBS6 programma sterren dansen op het ijs.
| records             | punten | datum      | toernooi                   |
| ------------------- | ------ | ---------- | -------------------------- |
| Hoogste totaalscore | 105.53 | 15-10-2005 | Karl Schäfer Memorial 2005 |
| Hoogste korte kür   | 41.69  | 18-01-2006 | EK 2006                    |
| Hoogste lange kür   | 69.38  | 15-10-2005 | Karl Schäfer Memorial 2005 |

## Belangrijke resultaten
| Kampioenschap          | 2001 | 2002 | 2003 | 2004 | 2005 | 2006 |
| ---------------------- | ---- | ---- | ---- | ---- | ---- | ---- |
| Europees kampioenschap |      |      |      |      |      | 21e  |
| WK junioren            | 18e  | 35e  |      |      |      |      |